# Hibernoma
Un hibernoma és una neoplàsia benigna poc freqüent de teixit adipós marró, teixit antigament considerat vestigial en humans però funcional i molt rellevant en mamífers hivernants. L'hibernoma va ser originalment descrit per Merkel el 1906 però el terme va se emprat per primer cop per Gery el 1914.

## Signes i símptomes
Els pacients presenten una massa de creixement lent, indolora, solitària, normalment en teixits subcutànis i menys freqüentment en teixit intramuscular. No és estrany que els símptomes hi siguin presents des de fa anys. S'observa una neoplàsia benigna de teixit adipós marró.

## Diagnòstic

### Estudi d'imatge
En general, els estudis d'imatge mostren una massa ben definida, heterogènia, normalment hipointensa respecte al greix subcutani en imatges de ressonància magnètica en les seqüències T1. Sovint s'observen bandes serpentines, primes i de baix senyal (envans o vasos) a tot el tumor.

### Estudi patològic
Des d'una perspectiva macroscòpica, és una massa ben definida, encapsulada o circumscrita, suau, de color groc torrat a marró fosc. La mida varia d'1 a 27 cm, tot i que la mida mitjana és de 10 cm aproximadament.

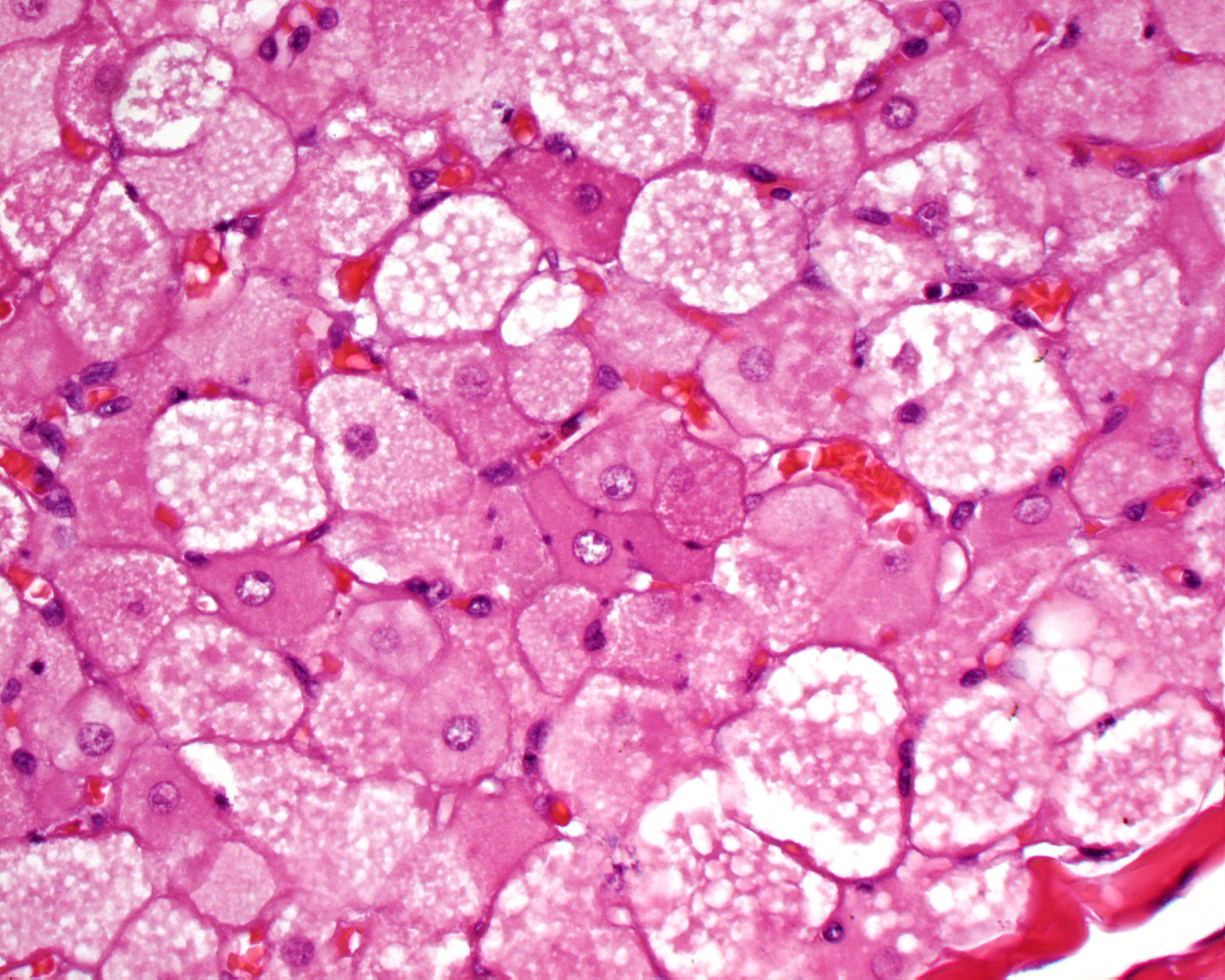
Imatge de microscopia òptica d'alt augment d'un hibernoma amb Tinció d'hematoxilina-eosina

Els tumors s'assemblen histològicament al teixit adipós marró. Es reconeixen quatre tipus histològics, però un és el més freqüent o típic. S'observa un entorn ric en vascularització.
1. Tipus lobulillar: graus variables de diferenciació de cèl·lules uniformes, rodones a ovalades amb cèl·lules eosinòfiques granulars amb vores prominents, que s'alternen grollerament amb adipòcits multivacuolats. En general, hi ha petits nuclis ubicats al centre sense pleomorfisme. Les cèl·lules tenen grans gotes de lípids citoplasmàtics grans disseminats per tot arreu.[3][2]
2. Variant mixoide: matriu basòfila solta, amb septes fibrosos gruixuts i histiòcits escumosos.
3. Variant tipus lipoma: adipòcits univacuolats, amb només cèl·lules d'hibernoma aïllades.
4. Variant de cèl·lules fusiformes: lipoma de cèl·lules fusiformes combinat amb hibernoma.

#### Histoquímica
En la majoria dels casos s'observen gotes de lípid citoplasmàtic positives a la tinció amb Oil Red O.

#### Immunohistoquímica
Les cèl·lules neoplàsiques són positives per a la proteïna S100 (aproximadament un 80%), i mostren immunorreactivitat CD31 en membrana i vacúols. També és positiva per a la termogenina o proteïna de desacoblament mitocondrial (UCP) 1, una proteïna mitocondrial única del teixit adipós marró i responsable de la termogènesi no associada a tremolor en mamífers hivernants.

#### Citogenètica
Hi ha reordenaments cromosomics estructurals de les bandes 11q13-21 que són considerats més característics. Aquesta alteració es pot detectar mitjançant hibridació fluorescent in situ (FISH) en metafase. El gen MEN1 (11q13.1) és el que amb més freqüència es troba delecionat; el gen GARP (11q13.5) també hi pot estar involucrat.

#### Citologia
Els frotis amb punció aspirativa amb agulla fina mostren cèl·lules petites, rodones, semblants al greix marró, amb petits vacúols citoplasmàtics uniformes i nuclis regulars, petits i rodons. Normalment hi ha un entorn vascular ric en capil·lars ramificats. No és estrany que també hi hagi adipòcits madurs.

### Diagnòstic diferencial
És important diferenciar l'hibernoma del rabdomioma de l'adult, un tumor de cèl·lules granulars, un veritable liposarcoma.

### Classificació
Aquest lesió s'ha conegut com a lipoma fetal, lipoma de greix embrionari o lipoma de greix immadura.

## Maneig
L'escissió quirúrgica completa és el tractament d'elecció, associada amb un resultat clínic a llarg termini excel·lent.

## Epidemiologia
Es tracta d'un tumor rar que afecta amb més freqüència adults a partir dels 40 anys de vida. Els pacients solen ser més joves que els que presenten un lipoma. Hi ha una lleugera major incidència en homes. L'hibernoma s'identifica amb més freqüència en el teixit subcutani i muscular de la regió del cap i el coll (espatlles, coll i escàpules) seguit de la cuixa, l'esquena, el pit, l'abdomen i els braços. En casos rars, l'hibernoma pot sorgir en el teixit ossi, tot i així, és una troballa incidental.